# Anthophora altaica
Anthophora altaica là một loài Hymenoptera trong họ Apidae. Loài này được Radoszkowski mô tả khoa học năm 1882.